# Rubén Glaria
Rubén Oscar Glaría (ur. 10 marca 1948 w Bella Vista) – argentyński piłkarz, grający podczas kariery na pozycji lewego obrońcy.

## Kariera klubowa
Rubén Glaria rozpoczął karierę w klubie San Lorenzo de Almagro w 1968. Z San Lorenzo trzykrotnie zdobył mistrzostwo Argentyny: Metropolitano 1972 i Nacional 1972 oraz Nacional 1974. W latach 1975–1977 występował w Racingu. W 1978 był zawodnikiem drugoligowego Belgrano Córdoba, a w 1979 w Sarmiento Junín, który również występował na zapleczu argentyńskiej ekstraklasy.
W 1979 powrócił do San Lorenzo i występował w nim przez kolejne dwa lata. Ogółem w lidze argentyńskiej rozegrał 264 spotkania, w których strzelił 19 bramek. Piłkarską karierę zakończył w drugoligowej Atlancie Buenos Aires w 1982.

## Kariera reprezentacyjna
W reprezentacji Argentyny Glaria zadebiutował w 23 września 1973 w wygranym 1-0 meczu eliminacji mistrzostw świata 1974. W 1974 został powołany na mistrzostwa świata. Na mundialu w RFN Glaria wystąpił w dwóch meczach: z Włochami i Brazylią. Ogółem w barwach albicelestes wystąpił w 9 meczach.

## Kariera trenerska
Po zakończeniu kariery piłkarskiej Glaria został trenerem. Prowadził kluby: San Miguel Buenos Aires, Sportivo Italiano Buenos Aires, Chaco For Ever Resistencia, Villa Dálmine Buenos Aires i Atlanta Buenos Aires.

## Kariera polityczna
Po zakończeniu kariery trenerskiej Glaria zajął się polityką. W 1989 wspierał w wyborach prezydenckich Carlosa Menema. W latach 90. pełnił funkcję ministra sportu w lokalnym rządzie Prowincji Buenos Aires. W 2005 kandydował w wyborach do senatu z ramienia Nuevo Partido.